# Mercury-Redstone 2
Con la missione Mercury-Redstone 2 (MR-2), svoltasi il 31 gennaio 1961, nell'ambito del Programma Mercury, con lancio da Cape Canaveral in Florida, venne portato nello spazio lo scimpanzé Ham.
Il razzo vettore del tipo Redstone fu in grado di sviluppare molta più spinta di quanto programmato, conseguentemente le riserve di carburante si esaurirono prima di quanto previsto e pertanto la capsula Mercury venne staccata qualche secondo prima rispetto al piano di volo. Il risultato fu che la capsula volò molto più in alto e raggiunse una distanza maggiore di quanto preventivato.

## La missione
La capsula No. 5 aveva a bordo sei nuovi equipaggiamenti mai sperimentati nelle precedenti missioni: un apparato per il controllo atmosferico, un sistema di controllo della stabilità, un nuovo tipo di retrorazzi, un sistema di comunicazione, un "closed loop" abort sensing system (sistema di annullamento a circuito chiuso) e nuovi air-bag d'atterraggio.
Sei scimpanzé (quattro femmine e due maschi), cresciuti e addestrati all'Holloman Air Force Base, Nuovo Messico, insieme a venti medici specialisti e veterinari, vengono trasferiti a Cape Canaveral, Florida, il 2 gennaio, 1961, per addestrare i primati ai simulatori Mercury. Il giorno prima del lancio, sono in lizza due delle sei scimmie scrupolosamente educate: il maschio "Ham" (primario) e la femmina "Minnie" (riserva). Viene scelto "Ham" pieno di energie e buon umore. Il nome "Ham" non a caso, gli era stato dato in onore all'Holloman Aerospace Medical Center. "Ham" proveniva dal Camerun, dove veniva chiamato "Chang", successivamente selezionato dall'USAF nel 1959.
Alle 12:53 UTC, del 31 gennaio 1961, Ham viene inserito nella suo apposito abitacolo pronto per il lancio, tuttavia il countdown viene interrotto a causa di un inverter difettoso e ad altri problemi minori.
Finalmente alle 16:55 UTC dello stesso giorno il Mercury-Redstone 2 decolla. Un minuto dopo il lancio il computer di bordo segnala che l'angolo di volo è troppo alto e continua a salire. A due minuti, si raggiunge un'accelerazione di 17 g (167 m/s²). 17 secondi più tardi il serbatoio di ossigeno supplementare si svuota troppo velocemente, contemporaneamente i sensori di bordo avvertono un cambiamento di pressione all'interno della camera di combustione e causano l'annullamento della missione.
L'angolo di volo troppo alto e i precedenti imprevisti causano un picco di velocità di 7 540 ft/s (2 298 m/s) rispetto al previsto, 6 465 ft/s (1 970 m/s). Inoltre i retrorazzi, espulsi durante l'annullamento, non possono essere accesi per rallentare la capsula. Questo causa un atterraggio circa 130 mi (209 km) più lontano del punto previsto e un apogeo di 157 mi (253 km) invece di 115 mi (185 km).
Un altro problema si verifica a 2 minuti e 18 secondi dal lancio: la pressione della cabina cala pericolosamente da 5,5 a 1 lb/cm² (da 38 a 7 kPa). La commissione incaricata di far luce sull'accaduto riterrà che le ripetute vibrazioni danneggiarono le valvole di raffreddamento dell'abitacolo. Tuttavia Ham con la sua tuta non sembra aver sofferto per queste condizioni estreme dell'abitacolo e viene recuperato incolume.
A causa della sovraccelerazione e della spinta del LES (Launch Escape System), si raggiungerà una velocità di 5 857 mph (9 426 km/h) invece di 4,400 mi/h (7,081 km/h) come pianificato. L'apogeo sarà di 48 mi (77 km) fuori dal pianificato. Ham resterà a gravità zero per 6.6 minuti invece di 4.9 minuti come pianificato. La capsula atterrerà 422 mi (679 km) fuori dal punto previsto dopo 16.5 minuti di volo. Infine Ham subirà un'accelerazione di 14,7 g (144 m/s²) durante il rientro, invece di 3 g (29 m/s²) come dal previsto.
Ham tuttavia dopo tutte queste sofferenze svolge adeguatamente i compiti ai quali era stato addestrato, agendo su una serie di leve, circa 50 volte durante il viaggio.
La capsula atterra alle 12:12 pm. 12 minuti più tardi trasmette il primo segnale di soccorso. La posizione della capsula risulta distante 60 mi (96 km) dalla più vicina nave di recupero. Ventisette minuti dopo l'atterraggio, un aereo di ricerca avvista la capsula e comunica le coordinate per il recupero.

## Cronologia
| T+ Tempo   | Evento                                                            | Descrizione |
| ---------- | ----------------------------------------------------------------- | --- |
| T+00:00:00 | Lancio                                                            | Il Mercury-Redstone viene lanciato, il cronometro di bordo parte.                                                             |
| T+00:00:16 | Beccheggio                                                        | Beccheggio di 2 gradi/s da 90 gradi a 45 gradi.                                                                               |
| T+00:00:40 | Fine beccheggio                                                   | Il redstone raggiunge i 45 gradi d'inclinazione.                                                                              |
| T+00:01:00 | Anomalia                                                          | Il computer di bordo segnala un angolo di beccheggio troppo alto, 46 gradi e continua a salire.                               |
| T+00:01:24 | Massima pressione dinamica (Q)                                    | ~575 lbf/ft² (27,5 kPa). |
| T+00:02:17 | BECO (Booster Engine Cutoff)                                      | Spegnimento motore - Booster Engine Cutoff. Velocità 5,200 mph (2,3 km/s)                                                     |
| T+00:02:17 | Annullamento, accensione del LES (Launch Escape System)           | Accensione del LES Motor, invio segnale di mayday alle forze di terra                                                         |
| T+00:02:18 | Anomalia                                                          | Valvola raffreddamento aperta, la pressione della cabina precipita da 5,5 a 1 libbre/cm² (da 38 a 7 kPascal)                  |
| T+00:02:19 | Espulsione del retro pack                                         | Espulsione del retro pack, lasciando libero lo scudo termico                                                                  |
| T+00:02:20 | Espulsione del LES (Launch Escape System)                         | Separazione capsula - LES Motor, espulsione torre                                                                             |
| T+00:02:35 | Manovra di rotazione                                              | Rotazione della capsula (ASCS) di 180 gradi, con lo scudo termico rivolto all'insù con il muso all'ingiù di 34 gradi          |
| T+00:05:00 | Apogeo                                                            | Apogeo di circa 157 mi (252,7 km) raggiunto a 198 mi (317 km) dal sito di lancio.                                             |
| T+00:05:45 | Ritiro periscopio                                                 | Ritiro automatico del periscopio in preparazione al rientro                                                                   |
| T+00:06:20 | Manovre di rientro                                                | Orientamento della capsula a 34 gradi con il muso rivolto all'ingiù, rollio 0 gradi, imbardata 0 gradi                        |
| T+00:08:24 | Manovre .05 G, stabilizzazione capsula in preparazione al rientro | L'ASCS rileva e imposta il rollio a 10 gradi/s per stabilizzare la capsula durante il rientro, ormai imminente                |
| T+00:10:47 | Apertura del parafreno                                            | Apertura automatica del parafreno a 22 000 ft (6,7 km) rallentando la discesa a 365 ft/s (111 m/s) e stabilizzando la discesa |
| T+00:10:54 | Raffreddamento cabina                                             | Raffreddamento cabina tramite soffiaggio ossigeno (ECS) a 20 000 ft (6 km)                                                    |
| T+00:11:24 | Apertura paracadute principale                                    | Apertura automatica del paracadute principale a 10 000 ft (3 km). Rallentando la discesa a 30 ft/s (9 m/s)                    |
| T+00:11:29 | Apertura airbag d'atterraggio                                     | |
| T+00:11:29 | Scarico combustibile                                              | Scarico automatico del perossido di idrogeno residuo                                                                          |
| T+00:16:39 | Ammaraggio                                                        | Ammaraggio della capsula a 422 mi (679 km) di distanza dal sito di lancio                                                     |

## Conseguenze
Ham aveva 3 anni e 8 mesi al momento del lancio. Dopo la sua missione viene trasferito al National Zoo di Washington, D.C. per 17 anni, nel 1981 viene di nuovo trasferito in North Carolina insieme ad altri suoi simili. Morirà il 19 gennaio 1983, a 26 anni. Ora riposa al New Mexico Museum of Space History a Alamogordo, Nuovo Messico. È stato uno dei tanti animali lanciati nello spazio.
La capsula Mercury n° 5 è attualmente esposta al California Science Center, Los Angeles, California.

## Statistiche
- Altezza raggiunta: 252 km (157 mi)
- Distanza percorsa: 673 km (418 mi)
- Velocità massima raggiunta: 9 426 km/h (5 857 mph)
- Accelerazione raggiunta: 14,7 g (144 m/s²)

## Galleria d'immagini

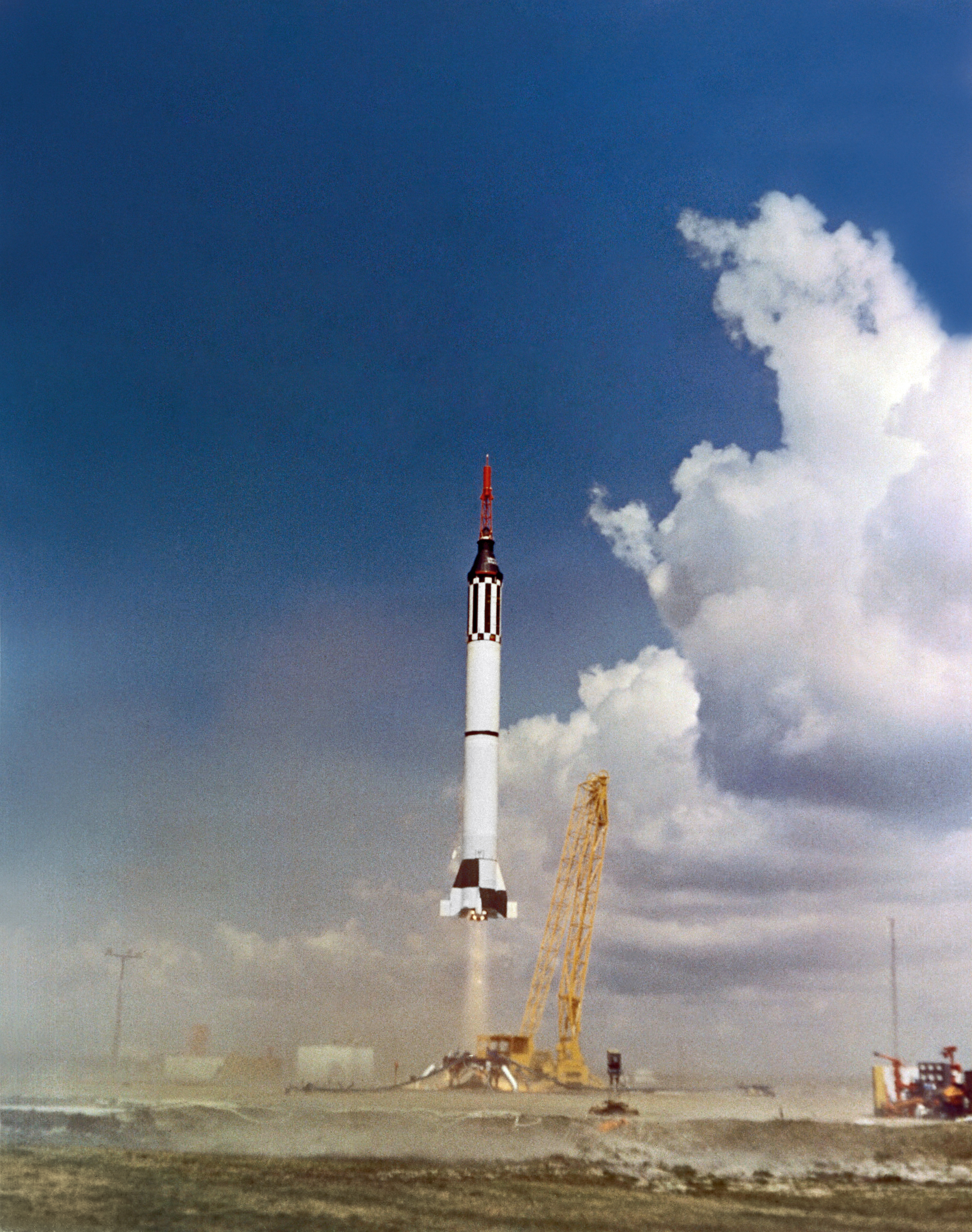
Il lancio, 31 gennaio 1961
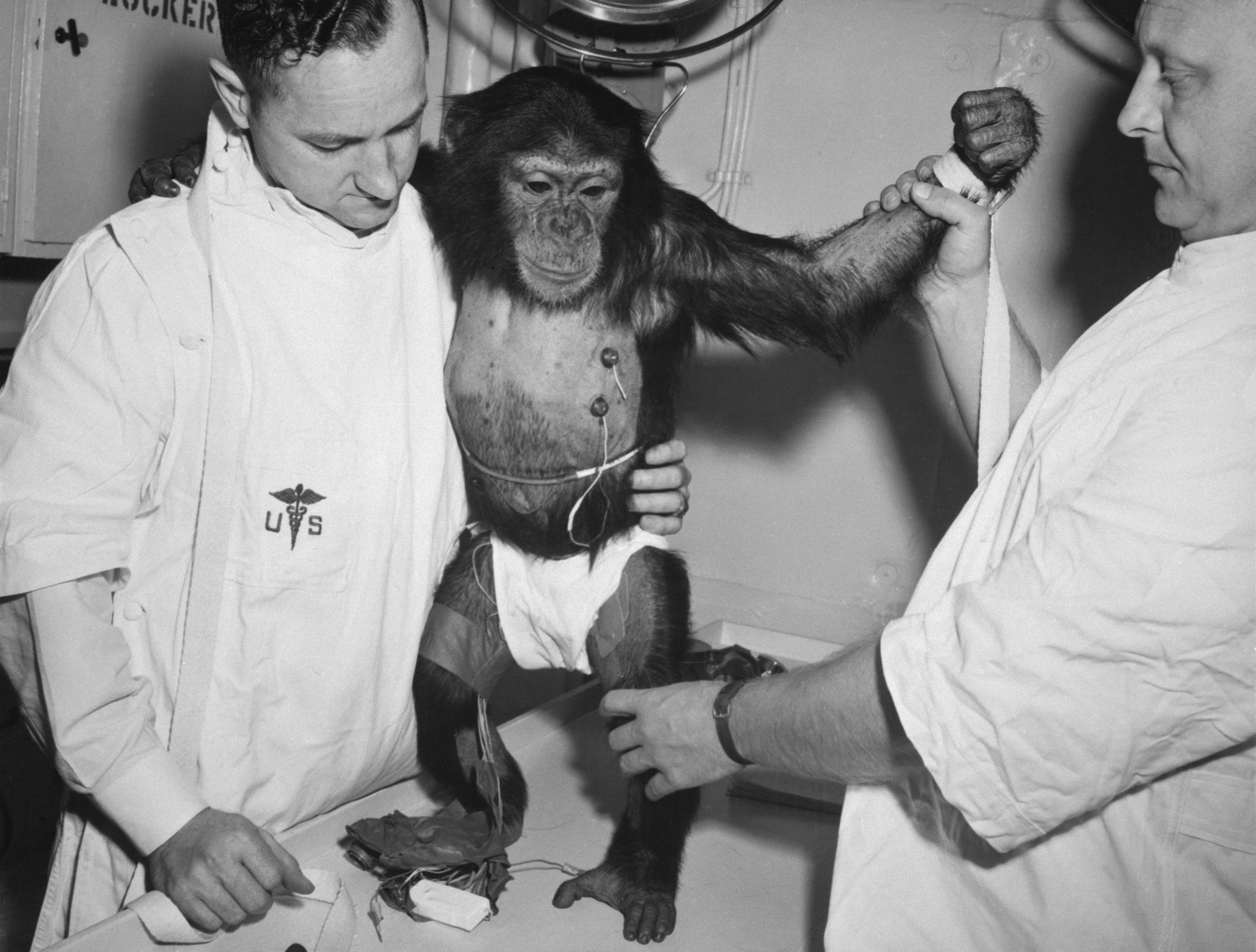
Lo scimpanzé "Ham" durante gli ultimi controlli
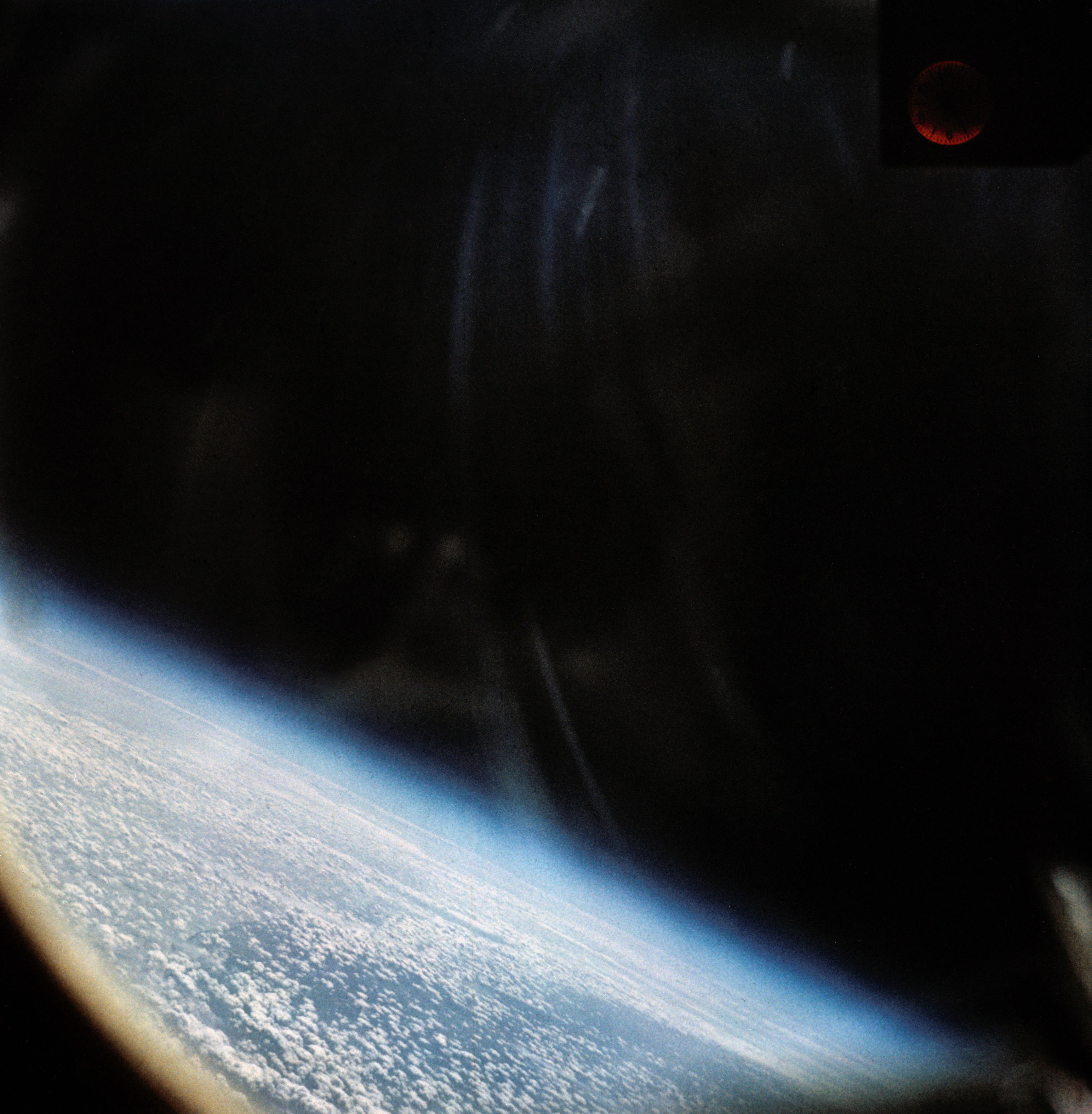
La terra, fotografata durante il volo
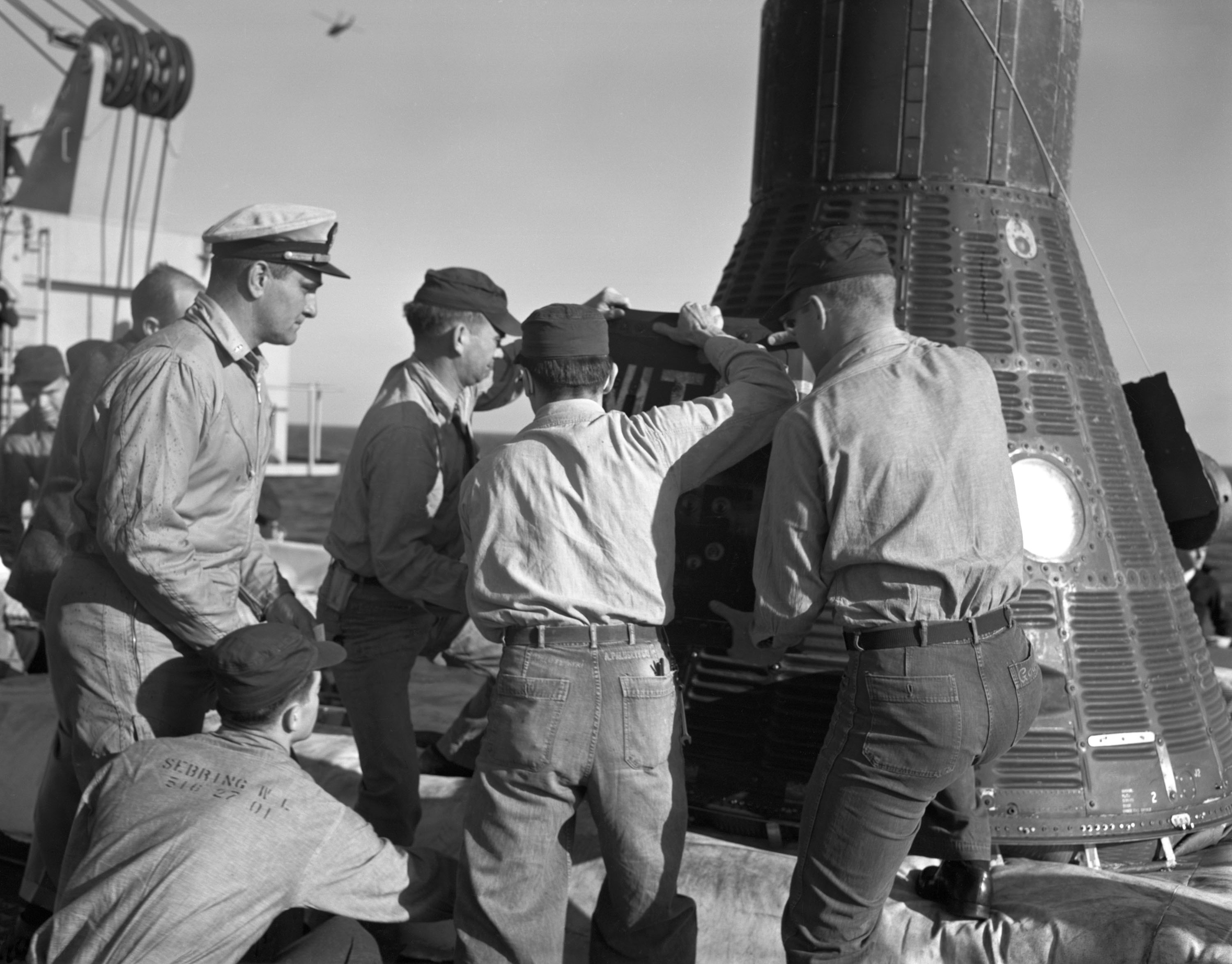
Il recupero